# Кей, Энтони
Энтони Роланд Кей (англ. Antony Roland Kay; 21 ноября 1982, Барнсли, Англия) — английский футболист, играющий на позиции защитника в валлийском клубе «Бала Таун».

## Карьера
Энтони родился в Барнсли, Южный Йоркшир, где и начал свою карьеру в молодежной системе клуба родного города «Барнсли», подписав профессиональный контракт в октябре 1999 года. Он дебютировал в первой команде при Дейве Бассетте 12 августа 2000 года в победном матче (1:0) над «Норвич Сити» на домашнем стадионе «Оуквелл». Он закончил сезон 2000/01 с семью выступлений в первом дивизионе, но в следующем 2001/02, ставшим провальным для клуба (он вылетел из первого дивизиона) провел лишь одну игру. Первоначально полузащитник, он был перемещен в центр защиты после того, как Глин Ходжес занял место Найджела Спэкмана в качестве менеджера в октябре 2002 года. В сезоне 2002/03 Кей сыграл 16 матчей во втором дивизионе.